# 埃屈里
埃屈里（法語：Écurie，法語發音：[ekyʁi] ⓘ）是法国上法蘭西大區加来海峡省的一个市镇，属于阿拉斯区。

## 地理
埃屈里（50°19'47"N, 2°46'11"E）面积2.99 平方千米，位于法国上法蘭西大區加来海峡省，该省份为法国北部沿海省份，西北濒北海，南至索姆省，东临北部省。
与埃屈里接壤的市镇（或旧市镇、城区）包括：讷维尔圣瓦、圣卡特琳、罗克兰库尔。

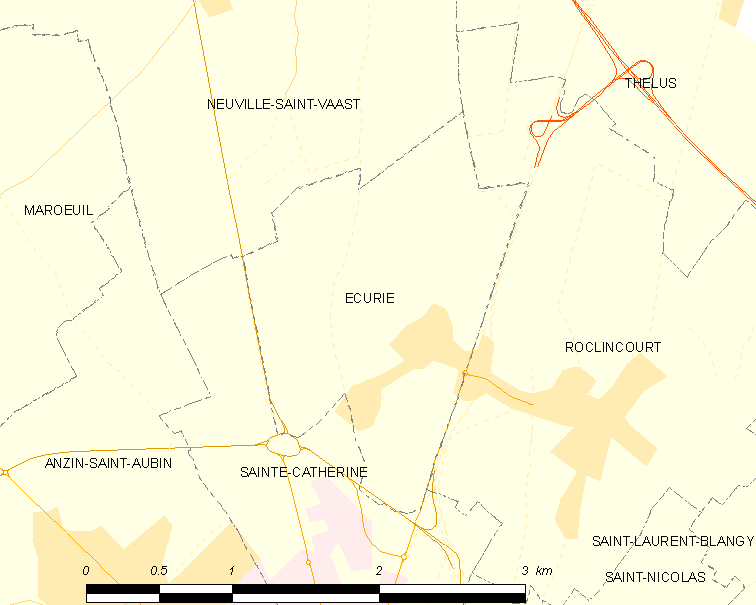
埃屈里的OSM定位图

埃屈里的时区为UTC+01:00、UTC+02:00（夏令时）。

## 行政
埃屈里的邮政编码为62223，INSEE市镇编码为62290。

## 政治
埃屈里所属的省级选区为阿拉斯第一县。

## 人口

1962-2008年间埃屈里人口变化图示

埃屈里于2022年1月1日时的人口数量为374人。